# Institution of Occupational Safety and Health
Institution of Occupational Safety and Health (IOSH) — Институт по технике безопасности и Охране Здоровья (Великобритания).
IOSH является лидером по количеству профессионалов в области ТБ и ОЗ по Европе. В состав входят почти 33000 членов организаций из них более 13000 высококвалифицированных специалистов по ОТ и ТБ. Институт прилагает все усилия для предотвращения смерти и травм людей в процессе работы. Ежегодно умирают более 2 000 000 людей в результате неудачных мер безопасности. В Европейском союзе каждые три минуты умирает один человек. Одним из основных функции института является поддержание высоких стандартов в области ОТ и ТБ. Институт работает с широким кругом организации. Будь это школы, предприятия или компании с миллионами рабочих.

## Официальный адрес
The Grange, Highfield Drive, Wigston, Leicestershire, LE18 1NN, UK

## История
IOSH был основан в 1945 году как Институт Промышленной Безопасности Сотрудников (the Institution of Industrial Safety Officers (IISO)) из отдела Королевского Общества по предотвращению аварии (Royal Society for the Prevention of Accidents). В 1981 году IISO был переименован как Институт Профессиональной безопасности и здоровья (IOSH). В 1982 году Институт Муниципальной безопасности были объединен с IOSH. 2002 году были награждены Королевской грамотой. 2005 году начали присуждать статус Привилегированного практика по охране здоровья и технике безопасности. С 1962 года Институт имеет статус благотворительного фонда.